# Halina Jurhielewicz
Halina Mikałajeuna Jurhielewicz (biał. Галіна Мікалаеўна Юргелевіч, ros. Галина Николаевна Юргелевич, Galina Nikołajewna Jurgielewicz; ur. 30 kwietnia 1954 w Walarjanawie) – białoruska nauczycielka, działaczka państwowa i polityk, w latach 2004–2012 deputowana do Izby Reprezentantów Zgromadzenia Narodowego Republiki Białorusi III i IV kadencji.

## Życiorys
Urodziła się 30 kwietnia 1954 roku we wsi Walarjanawa, w rejonie mińskim obwodu mińskiego Białoruskiej SRR, ZSRR. Ukończyła Białoruski Uniwersytet Państwowy, uzyskując wykształcenie geografa, nauczycielki geografii. Pracowała jako wychowawczyni pionierów, nauczycielka geografii, zastępczyni dyrektora ds. wychowawczych Szkoły Średniej w Borowlanach w rejonie mińskim. Od 1983 roku pracowała jako nauczycielka, zastępczyni dyrektora ds. edukacyjno-wychowawczych, dyrektor szkół nr 43 i 162 w rejonie zawodskim Mińska. W latach 1984–1987 pracowała jako instruktorka Wydziału Propagandy i Agitacji Zawodskiego Rejonowego Komitetu Komunistycznej Partii Białorusi miasta Mińska. Była deputowaną do Mińskiej Miejskiej Rady Deputowanych XXIV kadencji z Anharskiego Okręgu Wyborczego Nr 2. Pełniła w niej funkcję przewodniczącej Komisji ds. Oświaty, Nauki, Kultury i Sportu. W latach 2003–2004 była kierownikiem urzędu edukacji administracji rejonu zawodskiego Mińska.
W 2004 roku została deputowaną do Izby Reprezentantów Zgromadzenia Narodowego Republiki Białorusi III kadencji z Szabanowskiego Okręgu Wyborczego Nr 93. Pełniła w niej funkcję zastępczyni przewodniczącego Stałej Komisji ds. Edukacji, Kultury, Nauki i Postępu Naukowo-Technicznego. 27 października 2008 roku została deputowaną do Izby Reprezentantów IV kadencji z Szabanowskiego Okręgu Wyborczego Nr 91. Pełniła w niej tę samą funkcję w tej samej komisji. Od 13 listopada 2008 roku była członkinią Narodowej Grupy Republiki Białorusi w Unii Międzyparlamentarnej.

## Odznaczenia
- Gramota Pochwalna Zgromadzenia Narodowego Republiki Białorusi[1].

## Życie prywatne
Halina Jurhielewicz jest mężatką, ma dwóch synów.